# Rudolf Kaiser (Keramiker)
Rudolf Kaiser (* 28. Juni 1910 in Dessendorf; † 2. November 1980 in Zeuthen) war ein deutscher Keramiker.

## Leben
Rudolf Kaiser absolvierte von 1926 bis 1929 eine Lehre als Keramikmodelleur. Danach besuchte er bis 1931 die Abendschule der Kunstgewerbeschule Dresden, und anschließend studierte er an der Akademie Dresden bei Karl Albiker. Von 1938 bis 1939 war er als Gestalter in der keramischen Industrie tätig. Darauf folgte der Militärdienst mit anschließender Gefangenschaft bis 1948. Im Jahr 1948 wurde er dann zum Dozenten für Keramik an die Hochschule für Bildende Künste Dresden und 1952 zum Dozent an die Kunsthochschule Berlin-Weißensee berufen. Von 1966 bis zur Emeritierung 1975 war er Professor für Keramik. Er galt als einer der besten Keramikmaler der DDR und war Mitglied im Verband Bildender Künstler der DDR. Zu seinen Schülerinnen und Schülern gehörten u. a. Astrid Dannegger, Margarethe Jahny, Marlies Lilge, Barbara Löffler, Maria Merz, Christa Petroff-Bohne, Hildegund Sell, Regina Junge und Bärbel Thoelke.

## Ehrungen (Auswahl)
- 1962 Silbermedaille der Internationalen Keramikausstellung Prag
- 1980 Vaterländischer Verdienstorden in Gold

## Öffentliche Sammlungen mit Werken Kaisers (unvollständig)
- Altenburg/Thüringen, Lindenau-Museum
- Berlin, Keramik-Museum Berlin
- Bürgel, Keramik-Museum Bürgel

- Dresden, Museum für Sächsische Volkskunst[1]

## Weitere Werke (Auswahl)

### Werke im öffentlichen Raum
- 1974: Tröpfel-Brunnen (Keramik, Berlin, Schulze-Boysen-Straße)
Kaiser hatte die Gestaltung an einen Regenwald angelehnt, in dem es ständig von oben tröpfelt.[2] Nachdem das Kunstwerk in den 1990er Jahren mehrfach stark beschädigt worden war, ließ das Bezirksamt Lichtenberg die Gestaltung ändern: sechs breitere und niedrigere Keramiksäulen erhielten im oberen Teil Keramikkugeln übergestülpt. Die Kugeln haben in der Mitte Löcher, aus denen nach allen Seiten Wasser verstrahlt werden kann. 2012 wurde das Kunstwerk saniert und seine grüne Umgebung erneuert.[3]

### Publizierter Essay Kaisers
- Kleinplastiken heute. In: Bildende Kunst, Berlin, 1955, S. 222–223

## Ausstellungen (unvollständig)

### Einzelausstellungen
- 1963, 1970, 1976 und 1981 Berlin
- 1964 Budapest
- 1965 Rostock
- 1968 Helsinki
- 1972 Sofia
- 1978 Dresden

#### Postum
- 2010: Berlin, Keramik-Museum Berlin[4]

### Ausstellungsbeteiligungen
- 1952: Bautzen, Görlitz und Zittau (Wanderausstellung „Berliner Künstler“)

- 1958, 1962/1963, 1972/1973 und 1977/1978: Dresden, Vierte und Fünfte Deutsche Kunstausstellung und VII. und VIII. Kunstausstellung der DDR
- 1969: Cottbus, Bezirkskunstausstellung
- 1957, 1958, 1960, 1976 und 1979: Berlin Bezirkskunstausstellungen
- 1962: Prag, Internationale Keramikausstellung
- 1986: Berlin, Ausstellungszentrum am Fernsehturm („Berliner Atelier“)
- 1969: Leipzig, Messehaus am Markt („Kunst und Sport“)